# Grabovci (Vodice)
Grabovci falu Horvátországban Šibenik-Knin megyében. Közigazgatásilag Vodicéhez  tartozik.

## Fekvése
Šibenik központjától légvonalban 16, közúton 20 km-re északnyugatra, községközpontjától 10 km-re északra, Dalmácia középső részén, a Šibeniket Benkovaccal összekötő 27-es számú főút mentén fekszik.

## Története
Dragišići nevű településrészén a Szent György templom feletti dombon a középkorban vár állt, melyet az azonos nevű nemesi család építtetett. A vár alatti település temploma is a középkorban épült. A török a környék váraival együtt a 16. század első felében foglalta el és a 17. század végéig uralma alatt maradt. A török kiűzése után velencei uralom következett. A település 1797-ben a Velencei Köztársaság megszűnésével a Habsburg Birodalom része lett. 1806-ban Napóleon csapatai foglalták el és 1813-ig francia uralom alatt állt. Napóleon bukása után ismét Habsburg uralom következett, mely az első világháború végéig tartott. A településnek 1857-ben 24, 1910-ben 66 lakosa volt. Az I. világháború után rövid ideig az Olasz Királyság, ezután a Szerb-Horvát-Szlovén Királyság, majd Jugoszlávia része lett. A falu lakossága 2011-ben 87 fő volt, akik a čista velikai katolikus plébániához tartoztak.

## Lakosság
| Lakosság változása | Lakosság változása | Lakosság változása | Lakosság változása | Lakosság változása | Lakosság változása | Lakosság változása | Lakosság változása | Lakosság változása | Lakosság változása | Lakosság változása | Lakosság változása | Lakosság változása | Lakosság változása | Lakosság változása | Lakosság változása |
| ------------------ | ------------------ | ------------------ | ------------------ | ------------------ | ------------------ | ------------------ | ------------------ | ------------------ | ------------------ | ------------------ | ------------------ | ------------------ | ------------------ | ------------------ | ------------------ |
| 1857               | 1869               | 1880               | 1890               | 1900               | 1910               | 1921               | 1931               | 1948               | 1953               | 1961               | 1971               | 1981               | 1991               | 2001               | 2011               |
| 24                 | 0                  | 17                 | 30                 | 38                 | 66                 | 100                | 74                 | 91                 | 99                 | 112                | 102                | 91                 | 81                 | 76                 | 87                 |

## Nevezetességei
- János evangélista tiszteletére szentelt római katolikus kápolnája 1998-ban épült Vodice város anyagi támogatásával. A kápolna előtt található a falu temetője.
- A dragišići Szent György templom a középkorban épült román stílusban. Egykor önálló plébánia székhelye volt. Dongaboltozatos épület, falait boltívek tagolják. Bejárata felett a homlokzaton kis ablak, felül pengefalú harangtorony látható. A külső északi falat támpillérek tartják, melyek az alapokig lenyúlnak. Az épületbe néhány lépcsőfok vezet le. A főoltár fából készült barokk stílusban, de a régi Szent György oltárképet kivágták a keretéből és elvitték. A templomot 1708-ban megújították. A templom körül temető található számos régi kő síremlékkel. A temetőben már több rétegben vannak a sírok. A szomszédos Gornja Gaćeleza katolikus hívei is ide temetkeznek.
- A Szent György templom felett délről kis domb emelkedik, melyen a középkorban Dragišić vára állt. A vár névadó családjának a középkorban ez volt a székhelye. Mára nyoma sem maradt.